# De Drakenschat
De Drakenschat is een fantasyboek van de Britse schrijfster Tanith Lee.

## Verhaal
Koning Minus ziet zijn rijk aan de rand van het bankroet staan en stuurt zijn zoon van het hof weg, zodat deze zijn eigen fortuin kan zoeken.